# Церковь Сурб Торос (Нахичевань-на-Дону)
Церковь Сурб Торос (Церковь Св. Феодора) —  храм в Нахичевани-на-Дону.  Относился к Армянской апостольской церкви. Храм утрачен.

## История
Строительство церкви Сурб Торос в Нахичевани-на-Дону почти совпало со строительством храма Св. Георгия Победоносца (Церковь Сурб Геворк) в 1783—1786 годы. Церковь Сурб Торос была заложена в 1783 году в праздник Св. Тороса. Её строительство предполагалось в юго-восточной части города.  22 ноября 1786 года, после постройки церкви, она была освящена.
Церковь строилась в византийском стиле, небольшого размера, вытянутая в по оси восток - запад. В церкви была алтарная апсида со световым барабаном, увенчанным куполом и звонницей. В храме находилось десять хачкаров.
С 1863 года при церкви функционировала церковно-приходская школа. Рядом с церковью находилось кладбище. Кладбище также имело название "Феодоровское".  Имя церкви перешло и на название улицы Феодоровской. Позже она последовательно переименовывалась во 2-ю Инженерную, улицу М. Сарьяна.
Храм был закрыт в начале 1930-х годов, в эти же годы часть храма была разобрана. Сохранившиеся стены взорвали  осенью 1941 года. Из полученных стройматериалов строили баррикады, готовя препятствия для наступающих немецких войск.
В настоящее время на месте разрушенной Феодоровской церкви пустырь с металлическими частными гаражными боксами.

## Священнослужители
Священнослужителями церкви Сурб Торос с 1843 года являлись:
- Священник Татеос Тер-Татеосьянц;
- Протоиерей Геворг Балабаньянц (Петросьян);
- Священник Мовсес Зарифьян;
- Протоиерей Саркис Максимаджиян;
- Священник Анания Тиральян;
- Священник Христофор Танкаян.

## Святыни
- В свое время в церкви находился четырёхгранный крестный камень во имя св. Феодора (Ай Тодор — Сурб Торос), привезённый из г. Феодосии (Крым).
- В церкви  хранились рукописные религиозные книги на пергаменте.
- В церкви хранились мощи  Св. Феодора в серебряной шкатулке.